# چار دوآنی لاتهیمارا
چار دوآنی لاتهیمارا (به لاتین: Char Doani Lathimara) یک منطقهٔ مسکونی در بنگلادش است که در ناحیه برگونه واقع شده‌است.